# Tetrocycloecia parvula
Tetrocycloecia parvula är en mossdjursart som beskrevs av Canu och Bassler 1929. Tetrocycloecia parvula ingår i släktet Tetrocycloecia och familjen Tretocycloeciidae. Inga underarter finns listade i Catalogue of Life.